# Molophilus (Molophilus) bawbawiensis
Molophilus (Molophilus) bawbawiensis is een tweevleugelige uit de familie steltmuggen (Limoniidae). De soort komt voor in het Australaziatisch gebied.